# Districtul Mueang Sing Buri
Mueang Sing Buri (în thailandeză เมืองสิงห์บุรี) este un district (Amphoe) din provincia Singburi, Thailanda, cu o populație de 58.044 de locuitori și o suprafață de 112,4 km².

## Componență
Districtul este subdivizat în 8 subdistricte (tambon).
| 1. | Bang Phutsa | บางพุทรา  |  |
| 2. | Bang Man    | บางมัญ    |  |
| 3. | Phok Ruam   | โพกรวม   |  |
| 4. | Muang Mu    | ม่วงหมู่    |  |
| 5. | Hua Phai    | หัวไผ่     |  |
| 6. | Ton Pho     | ต้นโพธิ์    |  |
| 7. | Chaksi      | จักรสีห์    |  |
| 8. | Bang Krabue | บางกระบือ |  |